# عبير الزبن
 عبير الزبن(1976-) إعلامية أردنية اشتهرت بتقديم برامج سياسية أبرزها ستون دقيقة على شاشة التلفزيون الأردني والذي أثار جدلا في الأوساط السياسية 

## حياتها
درست تخصص تربية الطفل في الجامعة الأردنية

### حياتها الأسرية
تزوجت من الإعلامي عبد الإله الخضر ورزقت منه بثلاثة أبناء صايل، غالب، سعد الدين. ثم تزوجت لاحقاً من وزير الدولة للشؤون القانونية مبارك أبو يامين وذلك في 26 أكتوبر 2019.

## مشوارها المهني
بدأت مسيرتها مع التلفزيون الأردني
من خلال قرأة الأخبار والعمل في التحرير وإعداد التقارير التلفزيونية لمدة خمس سنوات، ثم انتقلت إلى تقديم البرامج الحوارية المختصة بالشؤون المحلية أو الدولية، مثل برنامج «يحدث اليوم»، «ملفات سياسية» ثم برنامج «ستون دقيقة» الذي يعتبر أبرزها عملت مع قناة العربية لمدة خمس سنوات كمراسلة من عمان، إنتقلت بعدها العمل في تلفزيون قطر ومن ثم عادت إلى التلفزيون الأردني 

## جوائز وتكريمات
- الأردن: تكريم من وزير الإعلام محمد المومني جمعية المذيعين الأردنيات اللواتي حملن الخطاب الإعلامي الأردني بكل مهنية واقتدار 2018.[9] ً